# Лихачева (деревня)
Лихачева — деревня в Абатском районе Тюменской области России. Входит в состав Шевыринского сельского поселения.

## История
В «Списке населенных мест Российской империи» 1871 года издания (по сведениям 1868—1869 годов) населённый пункт упомянут как казённая деревня Ишимского округа Тобольской губернии, при реке Ишиме, расположенная в 60 верстах от окружного центра города Ишим. В деревне насчитывалось 40 дворов и проживало 217 человек (105 мужчин и 112 женщин).
В 1926 году в деревне имелось 87 хозяйств и проживало 465 человек (208 мужчин и 257 женщин). В административном отношении Лихачева входила в состав Боковского сельсовета Абатского района Ишимского округа Уральской области.

## География
Деревня находится в юго-восточной части Тюменской области, в лесостепной зоне, в пределах Ишимской равнины, к югу от реки Ишим, на расстоянии примерно 12 километров (по прямой) к юго-юго-западу (SSW) от села Абатское, административного центра района. Абсолютная высота — 70 метров над уровнем моря.

### Часовой пояс
Лихачева, как и вся Тюменская область, находится в часовой зоне МСК+2. Смещение применяемого времени относительно UTC составляет +5:00.

## Население
| 1989 | 2002 | 2010 |
| ---- | ---- | ---- |
| 165  | ↘139 | ↘81  |

Гендерный состав
По данным Всероссийской переписи населения 2010 года в гендерной структуре населения мужчины составляли 46,9 %, женщины — соответственно 53,1 %.
Национальный состав
Согласно результатам переписи 2002 года, в национальной структуре населения русские составляли 95 % из 139 чел.

## Улицы
Уличная сеть деревни состоит из одной улицы (ул. Советская).